# 朱是西
朱是西（1966年4月—），男，河南禹州人，中华人民共和国政治人物。曾任驻马店市市长、中共南阳市委书记。

## 生平
1990年毕业于河南中医学院中医专业，1990年10月参加工作。2004年6月，任中共登封市委副书记。2006年5月，任嵩山风景名胜区管理委员会主任、书记。
2007年1月，任郑州市上街区区长（2005年9月到2007年6月在南洋理工大学工商管理专业学习，获工商管理硕士）。2009年1月，任二七区区长。2009年3月，任中共二七区委书记。
2011年12月，任郑州市副市长。2012年9月，经公开选拔任中共河南省委组织部副部长。
2018年1月，任驻马店市市长。2018年2月24日，当选为第十三届全国人大代表。
2021年7月，朱是西出任南阳市委书记，任内他比较重视中医药产业和文旅产业的发展。2023年9月，南阳举办迷笛音乐节，朱是西在南阳火车站迎接来自全国各地的乐迷，但随后发生了音乐节露营地贵重物品被盗事件。2024年初，朱是西在出席一次工作会议时，手背上带着连续输液的留置针，引发是否有作秀嫌疑的讨论。
2024年5月14日，因严重违法违纪被河南省纪委监委立案调查。
2025年4月27日，朱是西被開除黨籍，涉嫌犯罪问题移送检察机关依法审查起诉。